# Catarhoe sabinata
Catarhoe sabinata är en fjärilsart som beskrevs av Dan. 1933. Catarhoe sabinata ingår i släktet Catarhoe och familjen mätare. Inga underarter finns listade i Catalogue of Life.